# Брюс Форд (веслувальник)
Брюс Форд (англ. Bruce Ford, 18 вересня 1954) — канадський академічний веслувальник.
Бронзовий призер Олімпійських Ігор 1984 року в складі парної четвірки, учасник 1988 року.
Переможець Ігор Співдружності 1986 року в складі парної двійки.